# 新おたる農業協同組合
新おたる農業協同組合（しんおたるのうぎょうきょうどうくみあい、英称：JA Shinotaru ）は北海道余市郡仁木町に本所を置く農業協同組合である。略称はJA新おたる。当農協の営業区域は 仁木町・小樽市・赤井川村・積丹町・古平町の後志北部の一帯である。

## 概要
- 1998年（平成10年）に仁木町農協、小樽市農協、赤井川村農協、銀山農協（仁木町）、積丹町農協、の5つの農協の合併によって設立。後に、解散した中央会（JAグループ）非加盟の古平町農協の営業範囲を引き継いだ。

後志地方の北部を営業区域としている。
- 仁木町を中心に果物の栽培が盛んであり、特にサクランボやイチゴが特産品として有名である。

- 正組合員数　560名
- 准組合員数 1,317名

## 事務所の一覧
カッコ内は所在地
- 本所（余市郡仁木町北町3丁目4）
- 銀山事業所（余市郡仁木町銀山2丁目479）
- 小樽事業所（小樽市忍路2丁目199-5）
- 赤井川事業所（余市郡赤井川村字赤井川285）
- 積丹事業所（積丹郡積丹町大字美国町字船澗168）